# IC 3006
IC 3006 је појединачна звијезда у сазвјежђу Дјевица која се налази на листи објеката дубоког неба у Индекс каталогу.
Деклинација објекта је + 13° 0' 15" а ректасцензија 12h 7m 22,9s.